# وانگ وی (بازیکن بیسبال)
وانگ وی (انگلیسی: Wang Wei؛ زادهٔ ۲۵ دسامبر ۱۹۷۸) بازیکن بیسبال اهل چین بود. در بازی‌های المپیک تابستانی ۲۰۰۸ شرکت کرده‌است.